# Сутан Шарір
Сутан Шарір (індонез. Sutan Syahrir; 5 березня 1909 — 7 листопада 1966) — індонезійський державний і політичний діяч, Національний герой Індонезії, перший прем'єр-міністр країни. Також обіймав посади міністра внутрішніх та закордонних справ. 1962 року, зіштовхнувшись з репресіями, емігрував до Швейцарії, де жив до самої свої смерті.

## Життєпис

### Ранні роки
Шарір народився 1909 року у місті Падангпанджанг. Його батько був головним прокурором у Медані й радником султана Делі. Старша сестра Сутана, Сіті Рохана (на прізвисько мінангкабау Картіні) була адвокатом, займалась юридичною освітою жінок, працювала журналісткою у першій феміністській газеті Суматри. Шарір здобував початкову освіту у школах Медана й Бандунга. У Бандунзі він став одним із засновників «Народного університету» — організації, що боролась із неграмотністю та пропагувала націоналістичні ідеї в Пріангані.
1929 року Шарір виїхав до Нідерландів для навчання. Там він вивчав право в Амстердамському та Лейденському університетах. Будучи студентом, Сутан вперше познайомився з ідеями соціалізму, був членом кількох профспілок. Деякий час він був секретарем Індонезійської Асоціації — організації індонезійських студентів у Нідерландах. Також він був одним із співзасновників Jong Indonesia — асоціації індонезійської молоді, що згодом була перейменована на Pemuda Indonesia. Під час своєї діяльності в Індонезійській Асоціації він став найближчим соратником Мухаммеда Хатти, майбутнього віце-президента Індонезії. Пізніше Хатта і Шарір вийшли з Асоціації.

### Участь у націоналістичному русі
Шарір не встиг завершити свою освіту у голландських університетах — 1931 року за дорученням Хатти він повернувся до Індонезії, де разом із Хаттою брав участь у створенні Національної партії. За короткий час авторитет Шаріра значно зріс — з представника Хатти він став самостійним лідером визвольного руху. У листопаді 1934 року Хатту й Шаріра заарештували голландці за націоналістичну діяльність. Спочатку вони перебували в ув'язненні на річці Дігул, потім на островах Банда, зрештою, 1941 року, незадовго до нападу японців на голландську Ост-Індію, їх перевели до міста Сукабумі.
Під час японської окупації Шарір майже не брав участі у громадському житті Індонезії через те, що хворів туберкульозом. Однак він був одним з небагатьох індонезійських лідерів, хто відмовився від співробітництва з окупантами та розпочав підпільну визвольну боротьбу. Сутану активно допомагали Хатта й майбутній президент Сукарно, які, однак, продовжували співпрацювати з японцями.

### Прем'єр-міністр
У листопаді 1945 року Шарір був призначений на посаду прем'єр-міністра Індонезії. Під час війни за незалежність мав повагу серед голландців, оскільки не співпрацював з японцями під час окупації. 1946 року Сутан відіграв важливу роль у підготовці Лінгаджатської угоди. Його ідеї часто випереджали час, тому невдовзі після свого призначення новий прем'єр набув багатьох політичних противників.

### Подальша діяльність
1948 року, коли соратник Шаріра Амір Шарифуддін залишив Соціалістичну партію та разом зі своїми прибічниками перейшов до лав Комуністичної партії Індонезії, Сутан заснував нову політичну силу. Вона отримала назву Соціалістичної партії Індонезії (PSI). Незважаючи на незначну чисельність, партія Шаріра помітно впливала на індонезійську політику, передусім завдяки гарній освіті, здобутій її лідерами. На виборах 1955 року партія зазнала поразки, здобувши лише 2 % голосів, передусім через те, що програма, написана Шаріром у дусі соціал-демократії, була складною для сприйняття населенням. 1960 року за участь у путчі 1958 року Соціалістична партія Індонезії була заборонена.

### Останні роки
1962 року Шарір був заарештований без суду за участь у ймовірній антиурядовій змові. Хатта, товариш Шаріра з визвольної боротьби написав листа Сукарно з проханням звільнити його, але він залишився без відповіді. Під час ув'язнення 1965 року у нього стався інсульт, в результаті він втратив здатність розмовляти. Помер Сутан Шарір 1966 року у Цюриху, куди виїхав на лікування.

## Пам'ять
Незважаючи на те, що Шарір був переконаним противником голландського імперіалізму, він мав значну повагу у Нідерландах. Після його смерті колишній прем'єр-міністр Нідерландів професор Віллем Шермегорн у своїй промові по радіо високо відзначив заслуги Сутана, назвавши його благородним воїном, який бився за високі ідеали, й висловив надію, що прийдешні покоління індонезійців також визнають значні заслуги цієї людини.

## Нагороди
- Орден «Зірка Республіки Індонезії» 2-го ступеню (1998)[15]